# Concreción

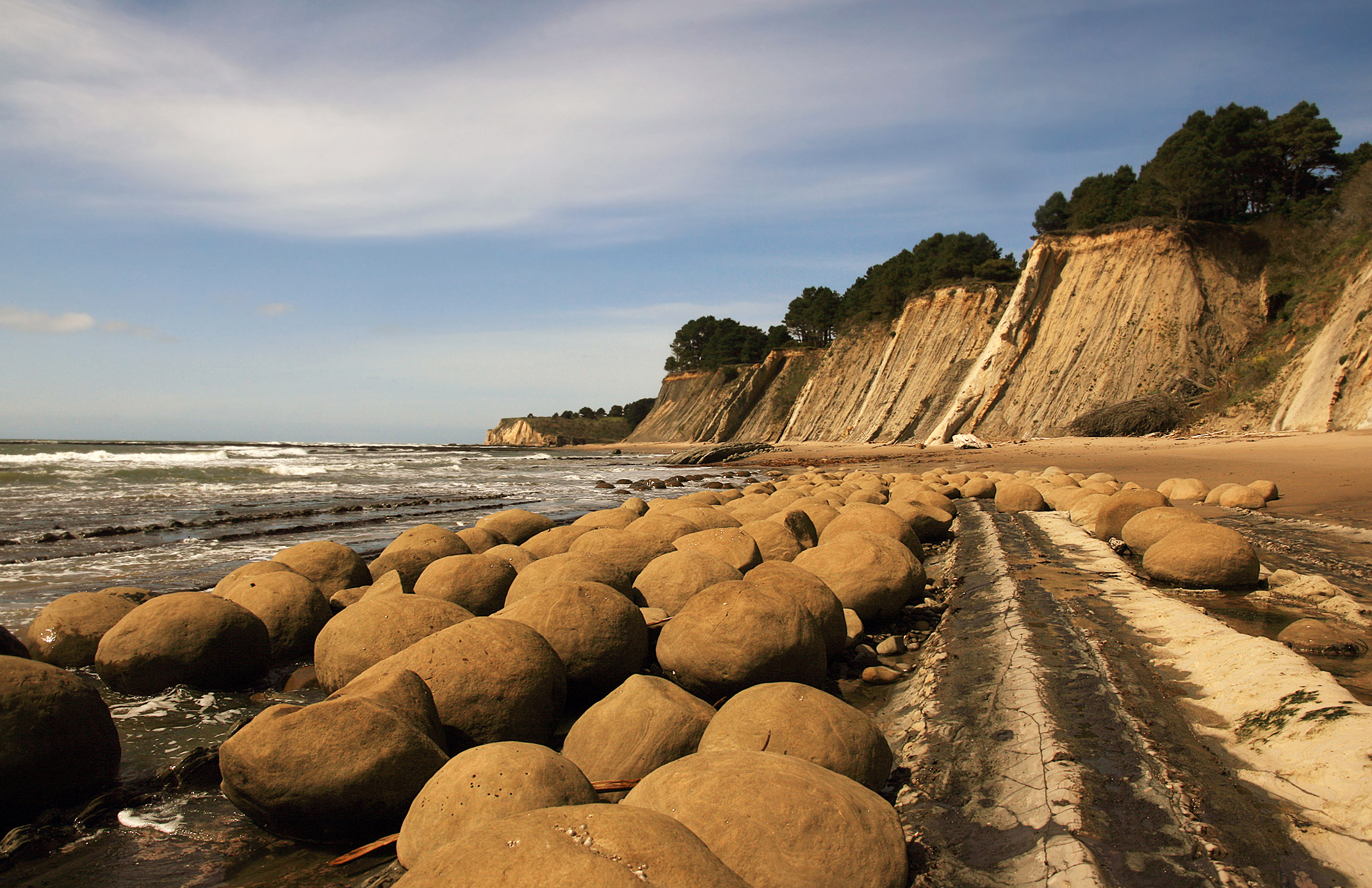
Concreciones en la playa Bowling Ball (bola de bolos) (condado de Mendocino, California) sacadas fuera de las arcillas abruptamente inclinadas del Cenozoico.

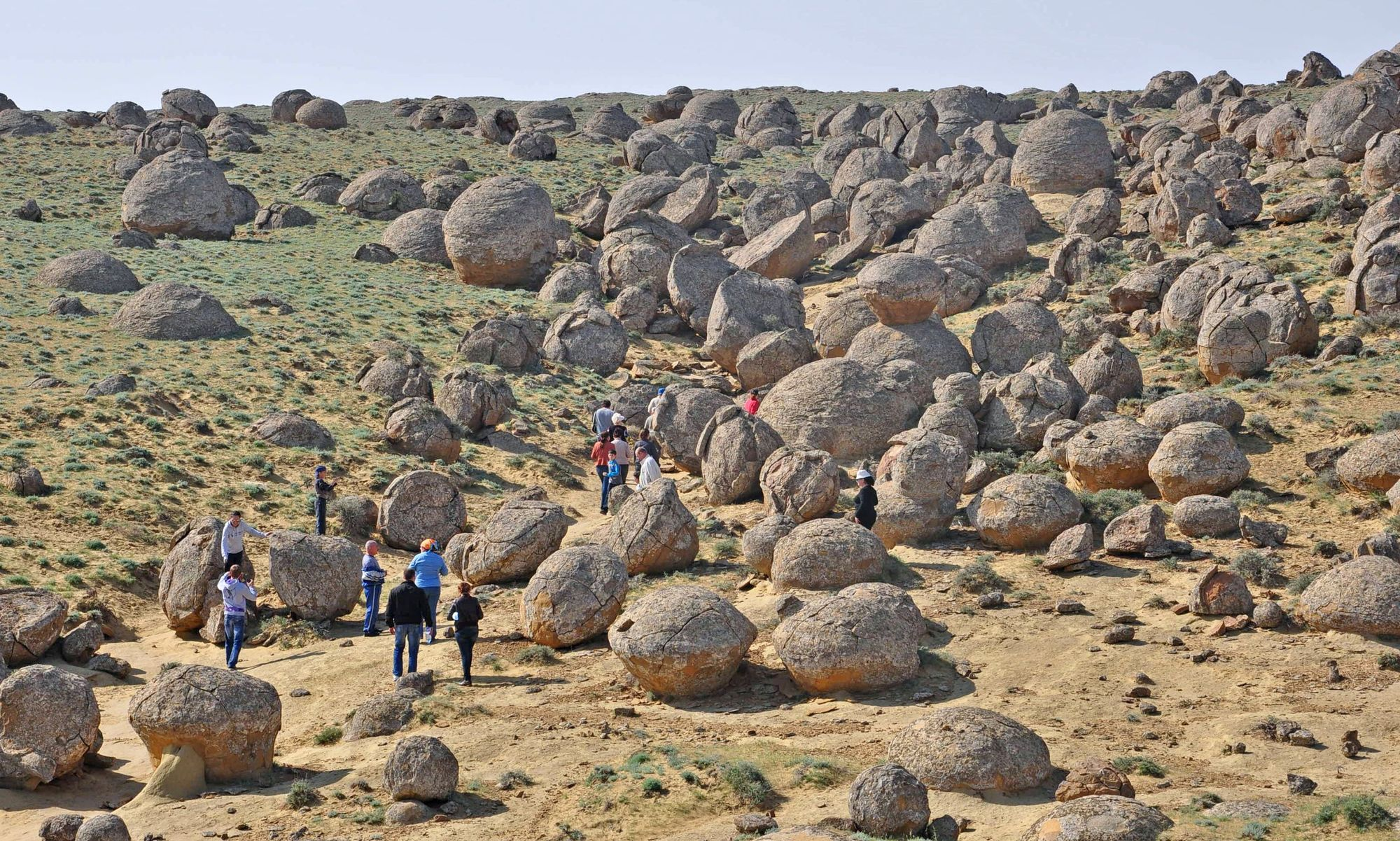
Concreciones en el oeste de Kazajistán

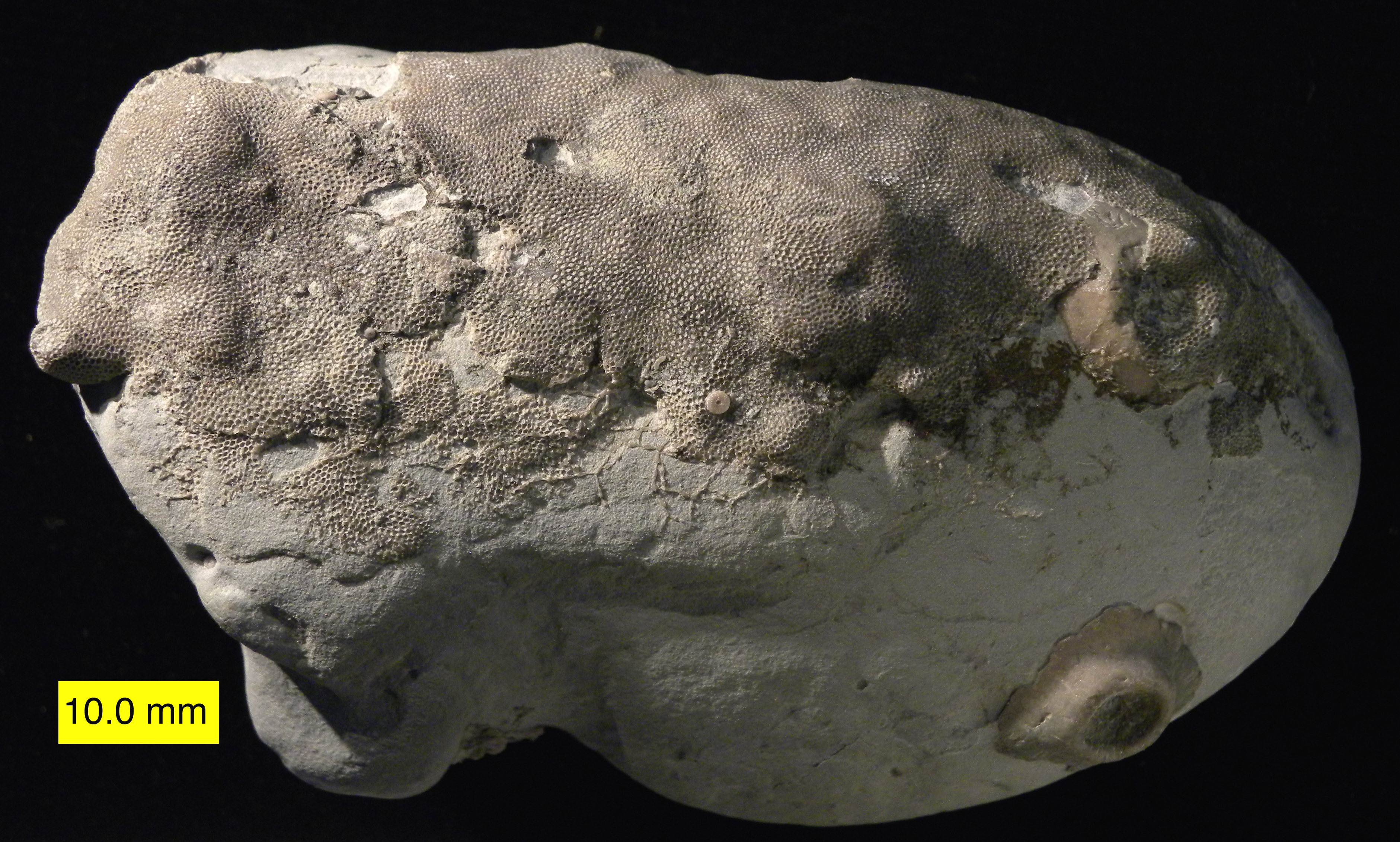
Concreción. La concreción del hiato incrustado de la Formación Kope (Ordovícico Superior) de Covington, Kentucky. Las incrustaciones incluyen briozoos y crinoides.

En geología, se denomina concreción a la acumulación, en el seno de una roca porosa, de sustancias transportadas en disolución por el agua que precipitan formando una masa en el sustrato. Pueden adoptar gran variedad de formas, dominando las redondeadas, subesféricas o elipsoidales; también pueden ser irregulares, alargadas o en forma de disco (discoidales).

## Definición
Desde el punto de vista geológico, la concreción se define como una estructura de composición igual o diferente a la roca encajante, que presenta un núcleo y zonaciones internas perceptibles. Se forma en el interior de la roca encajante por precipitación a partir de soluciones intersticiales o bien por difusión en estado sólido a través de la roca. Adopta habitualmente una forma más o menos esférica, subesférica o discoidal.

## Tipos de concreción
La composición de las concreciones puede ser muy variable, en ocasiones es similar a la roca que los engloba, también puede estar formada únicamente por alguno de los componentes de la misma o más raramente presentar una composición totalmente distinta a la de la roca que la alberga. 

### Concreción calcárea
Las concreciones calcáreas se hallan, sobre todo, constituidas por la calcita o el aragonito, que son las dos formas cristalinas que puede adoptar el carbonato cálcico.
Sus ejemplos más comunes son las estalactitas y las estalagmitas de las cavidades cársticas. El agua saturada de calcio que mana de las fuentes petrificantes forma una capa de caliza en la superficie de los objetos que moja durante un tiempo suficientemente prolongado.
Los núcleos de sílex que se forman en el seno de la creta son concreciones de sílice. También existen gránulos y nódulos de distintos compuestos de hierro, fósforo, etc. En ciertas partes, el fondo de los océanos se halla salpicado de nódulos polimetálicos, particularmente ricos en manganeso.

### Concreciones marinas
Estas concreciones están constituidas por una mezcla de arena (arenisca), minerales (por ejemplo, calcio, carbonatos, sulfuros de hierro, manganeso, níquel),  colonias de microorganismos y coralinas y se da en ambiente marino.

## Galería de imágenes

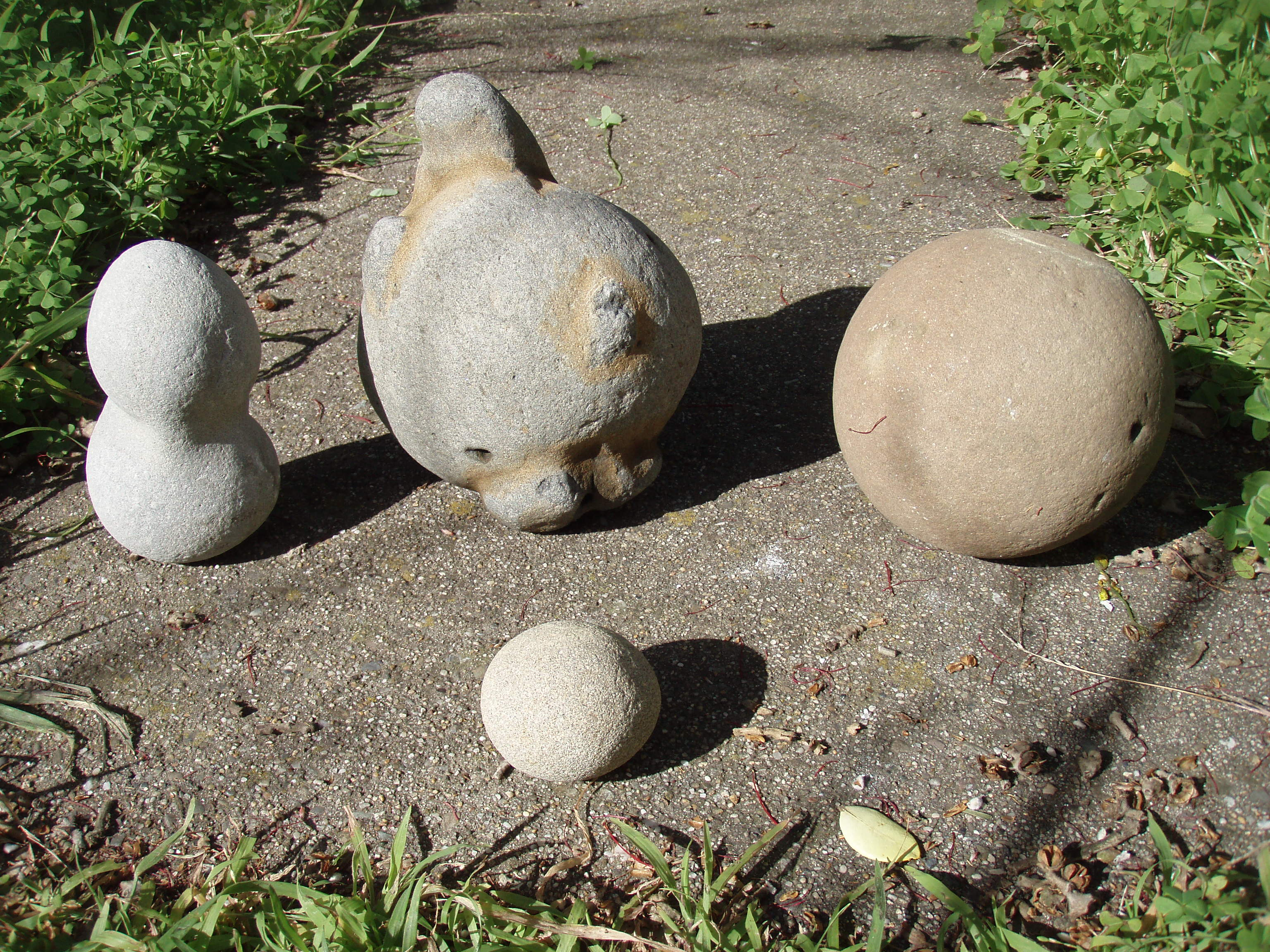
Concreciones de formas variadas.
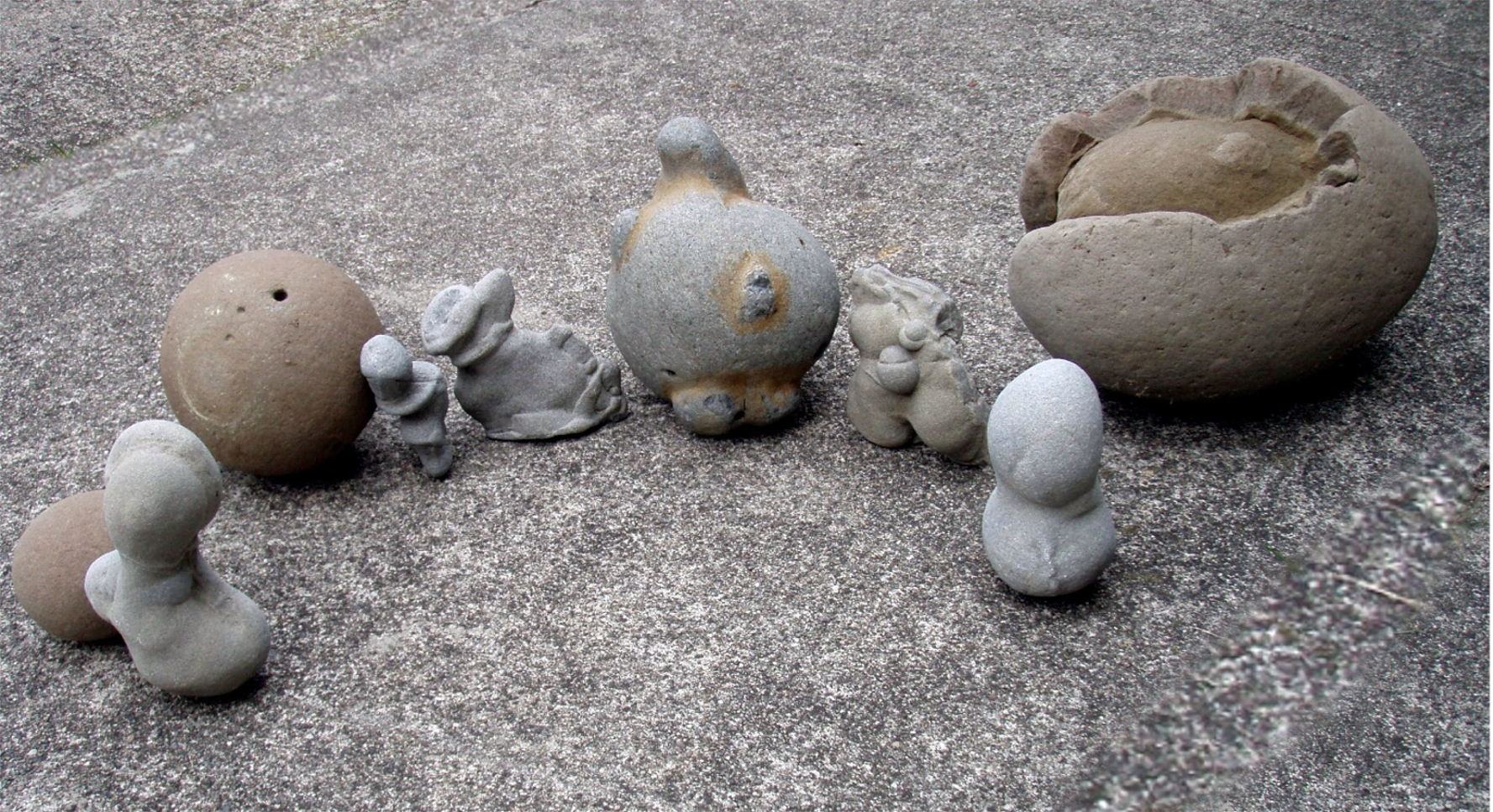
Concreciones de formas variadas.
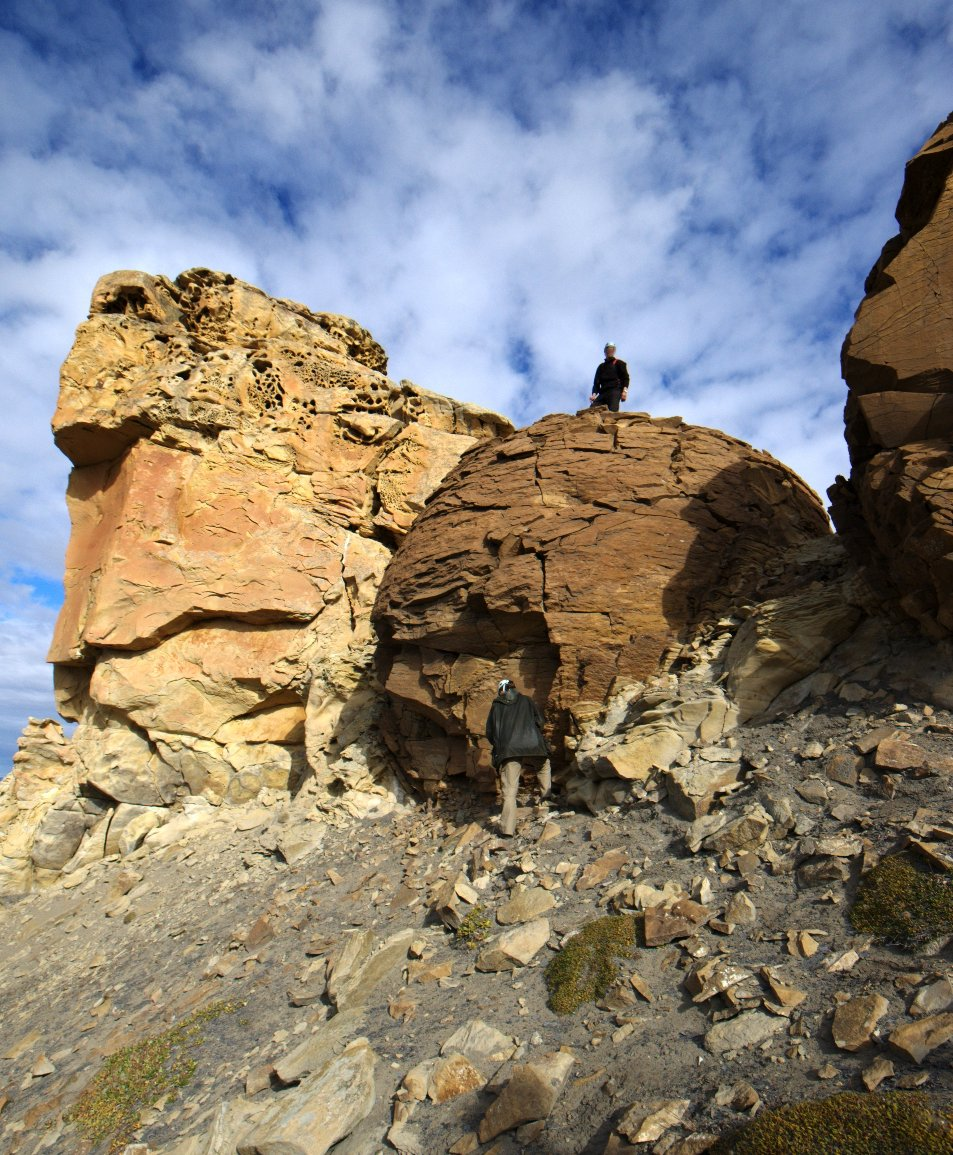
Concreciones Cannonball en Jameson Land, Groenlandia Oriental.
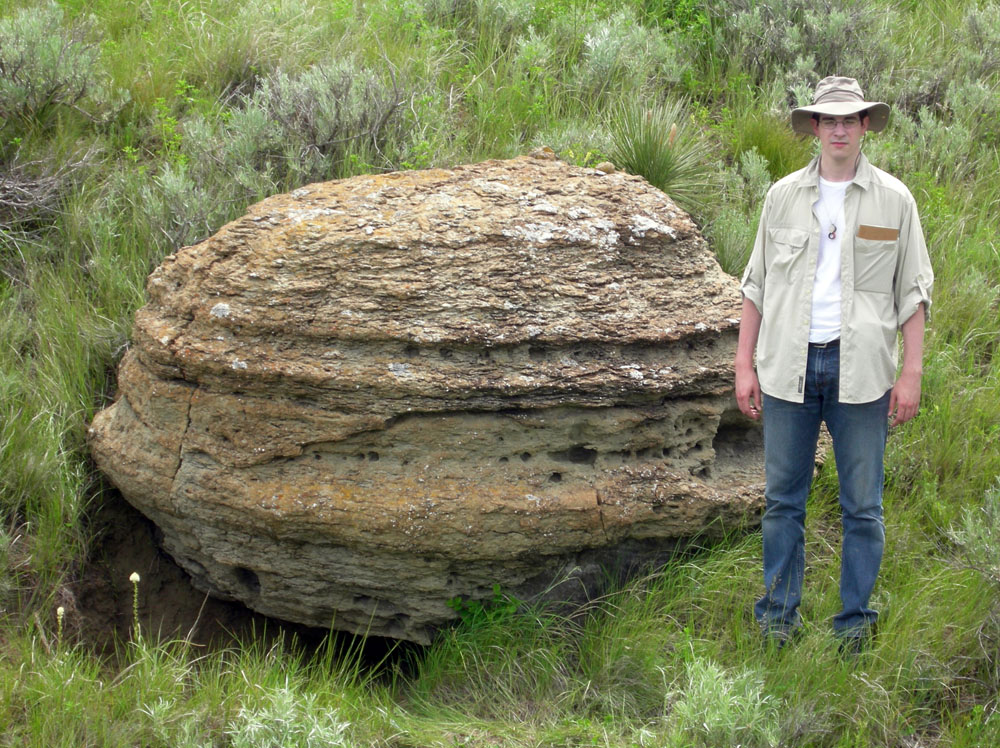
Concreciones del Cretácico del oeste de Dakota del Sur.
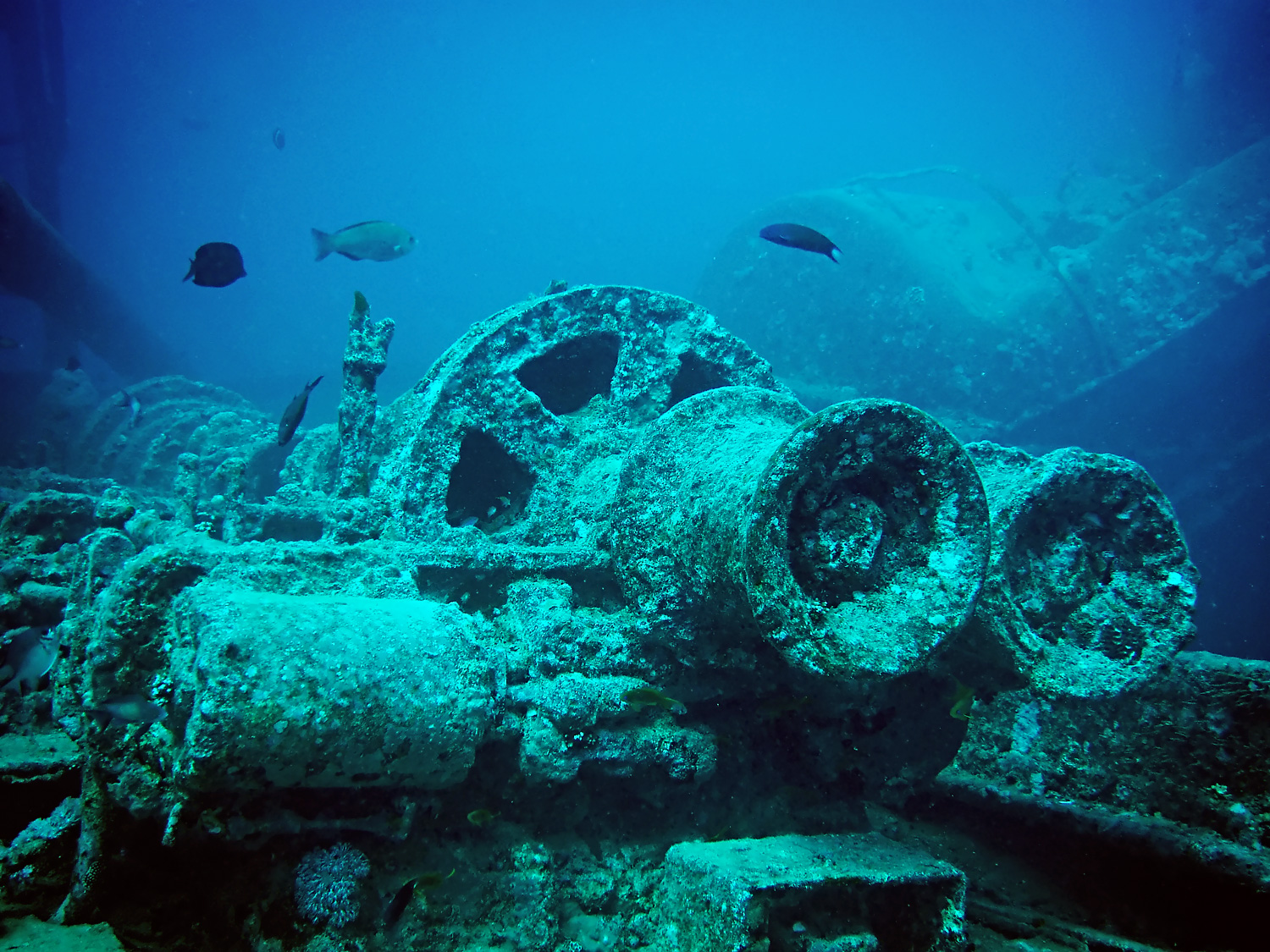
Concreciones marinas incipientes sobre un cabrestante de un barco hundido.
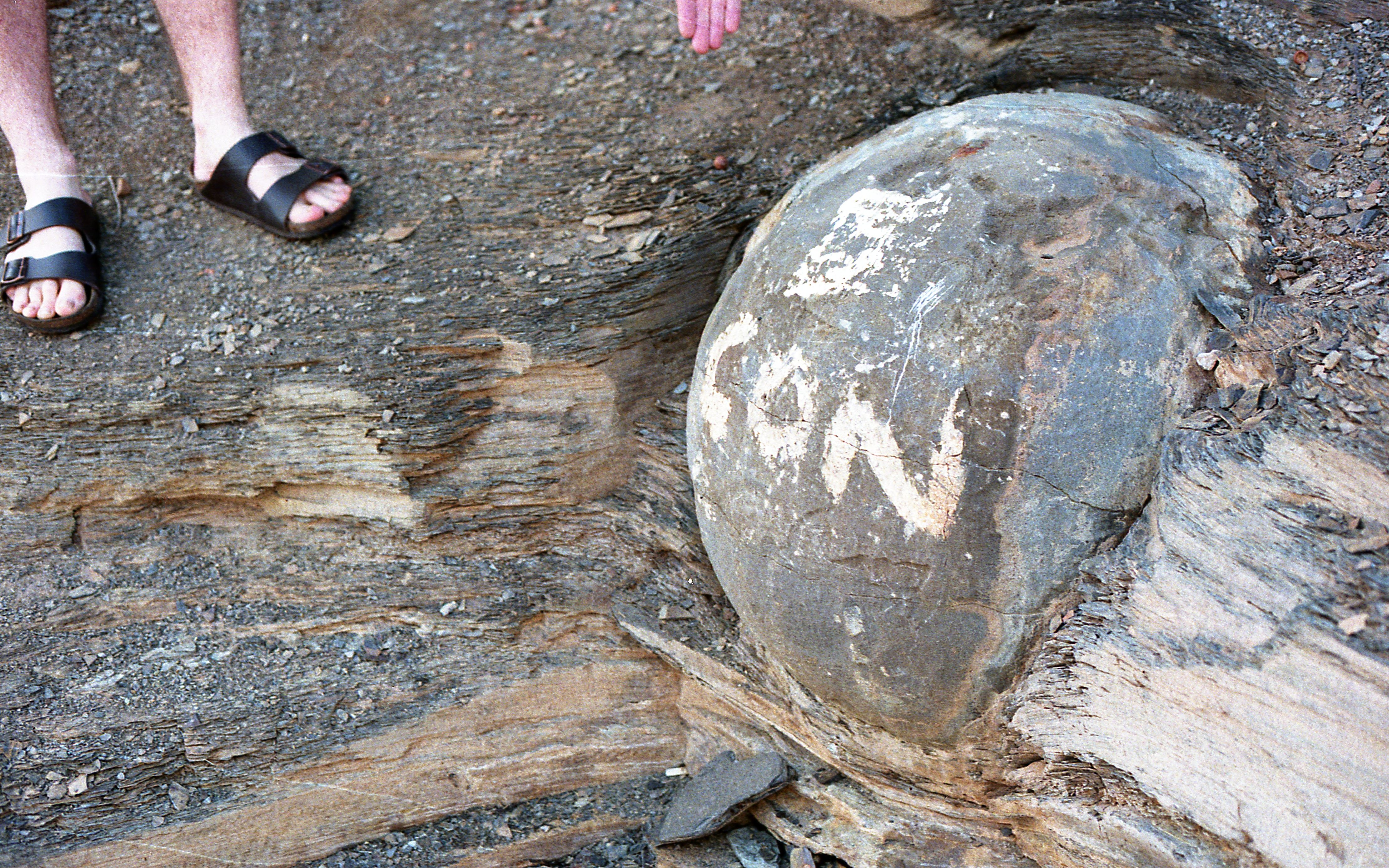
Concreciones  'Kettle'  en Kettle Point, Ontario, desfiguradas por grafitis.
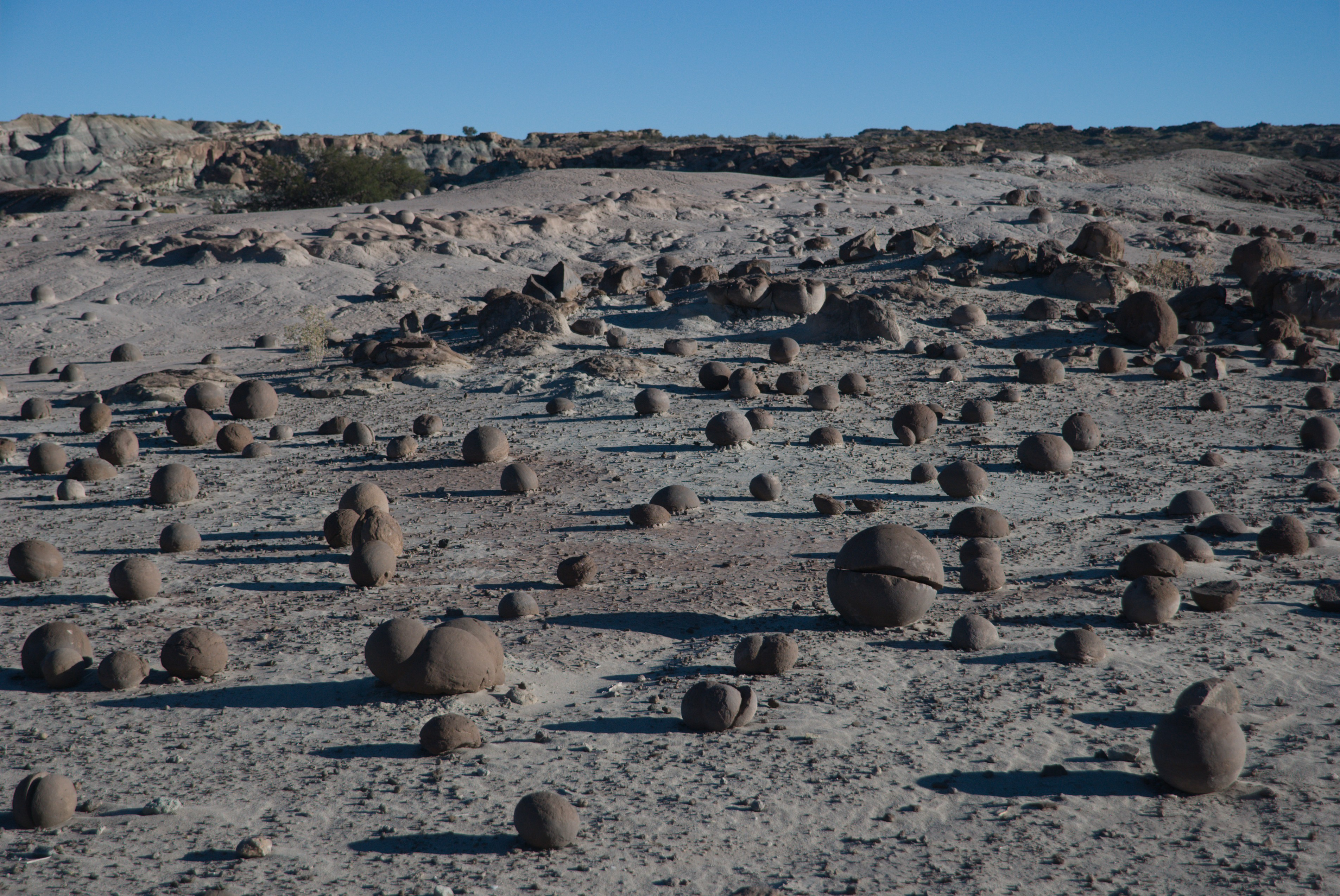
Concreciones en la llamada Cancha de Bochas en Ischigualasto, Argentina.